# Victor Boin
Victor Charles Gustave Boin (Brussel, 28 februari 1886 – Ukkel, 31 maart 1974) was een Belgisch sportbestuurder, sportjournalist, piloot en veelzijdig sportman. Zo was hij onder meer actief als zwemmer, waterpolospeler en schermer. Hij nam driemaal deel aan de Olympische Spelen.

## Levensloop
Boin werd in 1906 en 1907 Belgisch kampioen op de 100 en 200 m vrije slag. Op de Spelen van 1908 nam hij deel als zwemmer op de 100 m vrije slag. Tevens nam hij bij diezelfde olympiade deel als lid van het  Belgisch waterpoloteam, waarmee hij een zilveren medaille won. Vier jaar later, in 1912, speelde hij weer mee en toen won de Belgische ploeg een bronzen medaille. Als schermer nam hij in 1912 én 1920 deel aan de Olympische Spelen. In 1912 werd hij individueel vierde met de degen en 1920 behoorde hij tot het degenteam dat een zilveren medaille won. Bijzonder te vermelden is dat Victor Boin als vertegenwoordiger van alle atleten in 1920 de Olympische eed aflegde, een ceremonieel onderdeel dat toen voor de eerste maal geprogrammeerd stond.
Tijdens de Eerste Wereldoorlog was hij als militair piloot actief bij de Escadrille d’Hydroavions. Hierbij vloog hij toenmalig koning Albert en koningin Elisabeth naar Engeland.  Aan de vooravond van de Tweede Wereldoorlog stond hij vanaf september 1938 aan het hoofd van het 7de escadrille van het Vliegkorps en vanaf 1939 werd hij aangesteld als verantwoordelijke van de sportdienst van de Luchtmacht. In augustus 1940 werd hij gedemobiliseerd.
Tevens was hij werkzaam als sportjournalist. Vanuit deze hoedanigheid was hij een van de eerste radiopresentatoren die sportwedstrijden becommentarieerde. Tevens was hij voorzitter van de Vereniging van Belgische sportjournalisten. Vanuit deze functie was hij medeoprichter van de Internationale Vereniging van de Sportieve Pers (IVSP), waarvan hij eerst ondervoorzitter en later voorzitter werd. Daarnaast was hij medeoprichter van de Belgische Sportfederatie van Gehandicapten en voorzitter van het Belgisch Olympisch en Interfederaal Comité. 
De Belgisch nationale sporttrofee voor andersvaliden is naar hem genoemd. Alsook onder mee het het gemeentelijk zwembad van Sint-Gillis en het atletiekstadion op het Sportcomplex van het Koning Boudewijnstadion.

## Palmares

### Belgische kampioenschappen
Langebaan
| Onderdeel        | Jaar       |
| ---------------- | ---------- |
| 100 m vrije slag | 1906, 1907 |
| 200 m vrije slag | 1906, 1907 |

Victor Boin · 
Herman Donners · 
Fernand Feyaerts · 
Oscar Grégoire · 
Herman Meyboom · 
Albert Michant · 
Joseph Pletincx
Victor Boin · 
Félicien Courbet · 
Herman Donners · 
Albert Durant · 
Oscar Grégoire · 
Jean Hoffman · 
Herman Meyboom · 
Pierre Nijs · 
Joseph Pletincx
- Bibliothèque nationale de France: cb12704205w (data)
- International Standard Name Identifier: 0000 0000 6228 9234
- Système universitaire de documentation: 094111693
- Virtual International Authority File: 89815106